# Dario Cerrato
Dario Cerrato (28 de septiembre de 1951) es un piloto de rally italiano que ha sido Campeón de Europa de Rally  en 1985 y 1987 y Campeón de Italia  en seis ocasiones: 1985, 1986, 1988, 1989, 1990 y 1991. Compitió al igual que otros pilotos italianos de la época, con diferentes vehículos Lancia: Lancia Delta Integrale, Delta S4, Lancia 037, así como en equipos satélite de Lancia, como el Jolly Club y el Martini Lancia.
Sus inicios como piloto fueron en 1975 con un Opel Ascona y hasta 1978 siguió compitiendo con otros modelos del Opel: Kadett GT/E y Ascona B. Ese año hace su debut en una prueba del mundial: el Rally de San Remo, a la que acudiría también en 1977 hasta 1980. En 1981 debuta en otras pruebas del mundial fuera de Italia: el Rally de Montecarlo y el Rally de Portugal con un Fiat 131 Abarth. Su mejor resultado mundialista fue un segundo puesto en San Remo de 1986 con un Lancia Delta S4, aunque la FISA anuló posteriormente los resultados de ese rally.
En 1985 comenzó a competir con Jolly Club, teniendo a Miki Bisasion como compañero de equipo. Ese año logra con el Lancia 037 Rally Evo II el campeonato de Europa. En 1986 gana por segunda vez el campeonato italiano con un Lancia Delta S4. En 1987 y tras la prohibición de los grupo B, cambia el S4 por un Lancia Delta HF 4WD de grupo A, otra vez con los colores de Jolly Club logrando su segunda corona europea. En el italiano no puede con Fabrizio Tabaton que ese año se llevaría el título nacional también con un Lancia Delta.
Entre 1988 y 1991 gana el campeonato italiano de manera consecutiva siempre con un Lancia Delta de Jolly Club patrocinado por la petrolera FINA y en 4 evoluciones diferentes: HF 4WD, Integrale e Integrale 16v. En esos años logra buenos resultados en el mundial sumando puntos para Lancia. En 1991 logró un tercer puesto en San Remo.
En 1993, cuando los Lancia Delta dejaron de ser competitivos, Cerrato dejó la competición, aunque hizo una aparición en 1997 en el 1.er Challenge Prince Albert de Monaco con un Fiat Cinquecento, prueba que se realizaba en conjunto al Rally de Montecarlo.